# Pact defensiv
Un pact defensiv este un tip de tratat sau alianță militară în care semnatarii se angajează în sprijinul colectiv în cazul unui război. Cu alte cuvinte, în cazul în care unul dintre membrii este atacat, toți ceilalți au obligația de a-i veni în ajutor. De cele mai multe ori, primejdiile care ar putea pune în pericol unul sau mai multe dintre statele semnatare sunt mențioante în mod direct în tratat, iar părțile semnatare se pregătesc din timp pentru a crea strategii care să combată posibilul pericol.